# سوپرفری ۹
سوپرفری ۹ (به انگلیسی: SuperFerry 9) یک کشتی بود که طول آن ۱۴۱٫۵ متر (۴۶۴ فوت) بود. این کشتی در سال ۱۹۸۶ ساخته شد.